# لوئیجی رادیچه
لوئیجی «جیجی» رادیچه (ایتالیایی: Luigi "Gigi" Radice؛ زادهٔ ۱۵ ژانویهٔ ۱۹۳۵ - درگذشتهٔ ۷ دسامبر ۲۰۱۸) بازیکن فوتبال و سرمربی فوتبال اهل ایتالیا بود.
او آخرین بازی ملی خود را در سال ۱۹۶۳ میلادی انجام داد.